# Carinabeyrichia
Carinabeyrichia is een geslacht van uitgestorven kreeftachtigen uit de klasse van de Ostracoda (mosselkreeftjes).

## Soort
- Carinabeyrichia tripartita Wang (S.), 1983 †